# 로버트 몽고메리

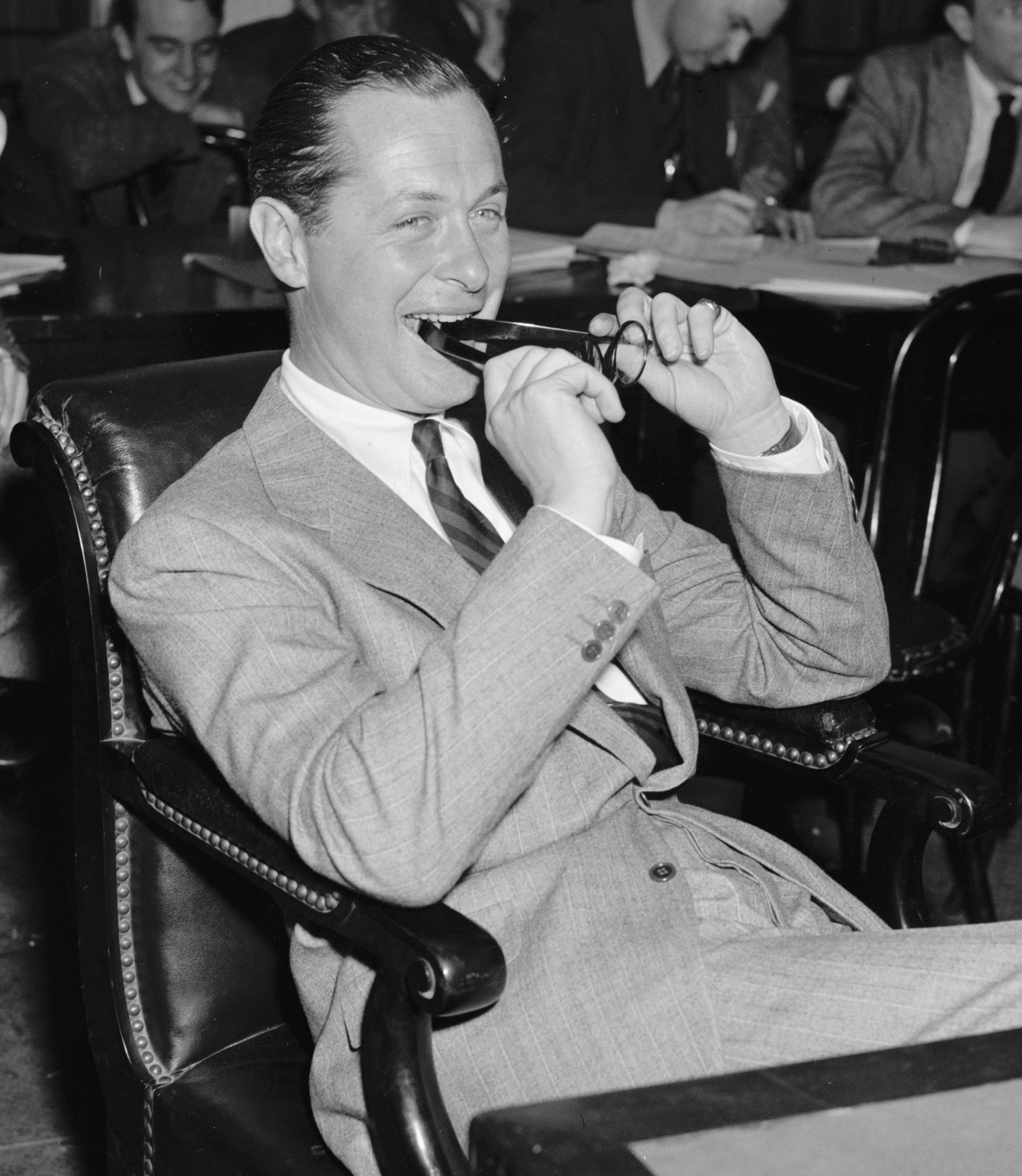

로버트 몽고메리(Robert Montgomery, 1904년 5월 21일 ~ 1981년 9월 27일)는 미국의 텔레비전 배우, 영화배우, 영화 감독, 연극 배우, 노동운동가, 무대 연출가, 배우, 제작자, 영화 프로듀서이다.
뉴욕에서 암으로 인해 사망하였다.

## 영화
- 엔터테인먼트 (1974년)
- 갤런트 아워스 (1960년)
- 원스 모어 마이 다링 (1949년)
- 준 브라이드 (1948년) - 캐리 잭슨 역
- 핑크 말 타기 (1947년)
- 호수 속 여인 (1946년)
- 데이 워 익스펜더블 (1945년)
- 언피니쉬드 비즈니스 (1941년)
- 천국으로 가는 장의사 (1941년)
- 스미스 부부 (1941년)
- 천국의 사도 조단 (1941년) - 조 펜들턴 역
- 버스맨스 허니문 (1940년)
- 나이트 머스트 폴 (1937년)
- 노 모어 레이디즈 (1935년)
- 헬 빌로우 (1933년)
- 나이트 플라이트 (1933년)
- 고잉 헐리우드 (1933년)
- 레티 린턴 (1932년)
- 브론디 오브 더 폴리스 (1932년)
- 이지스트 웨이 (1931년)
- 인스퍼레이션 (1931년)
- 러브 인 더 러프 (1930년)
- 프리 앤 이지 (1930년)
- 빅 하우스 (1930년)
- 이혼녀 (1930년)
- 언테임드 (1929년)
- 소 디스 이즈 칼리지 (1929년)
- 데어 원 디자이어 (1929년)